# Лехел
43M Lehel — венгерский бронетранспортёр времён Второй мировой войны. Появился в мае 1943 года после принятия на вооружение танков «Туран» и «Толди» в целях создания немецкого аналога полугусеничных БТР. В качестве исходного образца была выбрана ходовая часть САУ «Нимрод» (по другим данным — Landsverk L-62 из Швеции).

## Описание
Шасси на борт состояло из 5 катков, трёх роликов, переднего и ведущего колёс. В передней части размещалась трансмиссия, место водителя и органы управления. В средней части было установлено десантное подразделение для перевозки 8 солдат или 4 раненых на носилках. Для защиты от пуль и осколков были установлены бронелисты, образовывавшие небольшую надстройку. Бронирование было противопульным и не превышало 13 мм. Штатное вооружение отсутствовало.
В кормовой части устанавливался бензиновый двигатель Bussing NAG Type L8V/36TR мощностью 150 лошадиных сил (хотя были планы оснащать машины моторами Ganz VII VGT 107). При полной массе 10200 кг (всего на 300 кг легче ЗСУ) планировалось достигнуть максимальной скорости 60 км/ч.

## Испытания
Первый и единственный прототип получил название «43M Lehel A» и в 1943 году успешно прошел испытания. Но его серийный выпуск не удалось организовать из-за нехватки шасси. Попытка переоборудовать 10 САУ «Нимрод» в санитарные бронемашины «43M Lehel S» также была неудачна, удалось сделать только две саперные бронемашины. 
О боевом применении ничего неизвестно. Единственный построенный образец был передан в 1944 году венгерской армии и, судя по сохранившейся фотографии, использовался по прямому назначению. По всей видимости, «Лехел» был уничтожен в ходе операции по штурму Будапешта.